# Гармати Кане

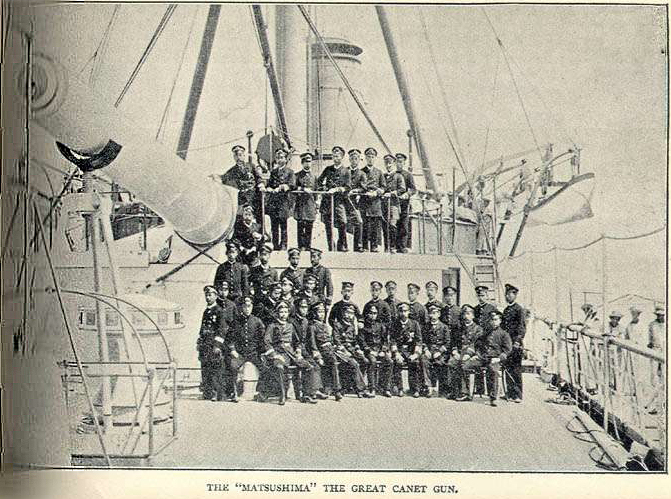
Гармата Кане крейсера Мацусіма

Гармати Кане - серія артилерійських систем, розроблених французьким інженером Гюставам Кане (Gustave Canet) (1846–1913), який був конструктором фірм Schneider et Cie та Le Creusot.

## 320міліметрові морські гармати

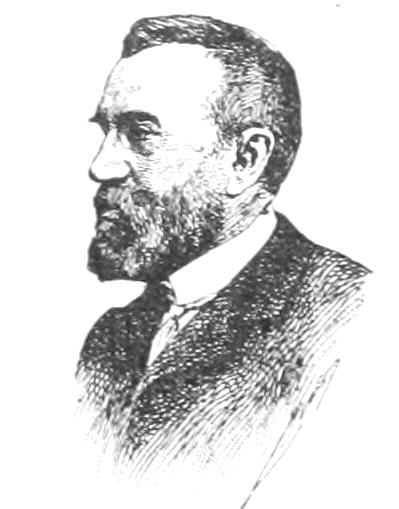
Гюстав Кане

Кане розробив 320 міліметрові морської гармати з довжиною ствола 38 калібрів, надзвичайно потужна зброя для свого часу, спеціально для експортного ринку. Гармату вперше обрав іспанським флотом в 1884 році як частина великої програми його розширення, яка передбачала побудову шість нових броненосців. Іспанська фірма Hontoria отримала ліцензію на виробництво зброї, але з бюджетних причин було завершено лише один броненосець "Pelayo" на якому було дві таких гармати.
Дещо більший успіх чекав гармати Кане у Японській імперії, коли їх обрали як головний калібр для крейсерів типу Мацусіма. Таке рішення узгоджувалося з філософією Jeune École, яка передбачала розміщення переважної вогневої сили (потужні гармати, торпеди) на відносно невеликих кораблях. Ця філософія виявила великий інтерес для Імператорського флоту Японії, якому не вистачало ресурсів у той час, щоб придбати сучасні пре-дредноути.
Поставленими в Японію гарматами обладнали три крейсери. Кожна гармата важила 67 тонн і мала ствол 12 метрів, випускаючи снаряд довжиною 112 сантиметрів та вгоню 350 кілограм з ефективним радіусом ураження 8 000 метрів.
Гармати продемонстрували вкрай обмежені результати час Першої китайсько-японської війни, через повільний темп вогню і численні механічні проблеми. Їх не можна було не спрямовати в бік, тому що їхня віддача призвела б до перекидання корабля. У бою артилеристи були спроможні забезпечити лише по одному пострілу на годину  через час, необхідний для перезаряджання.

## Інші гармати

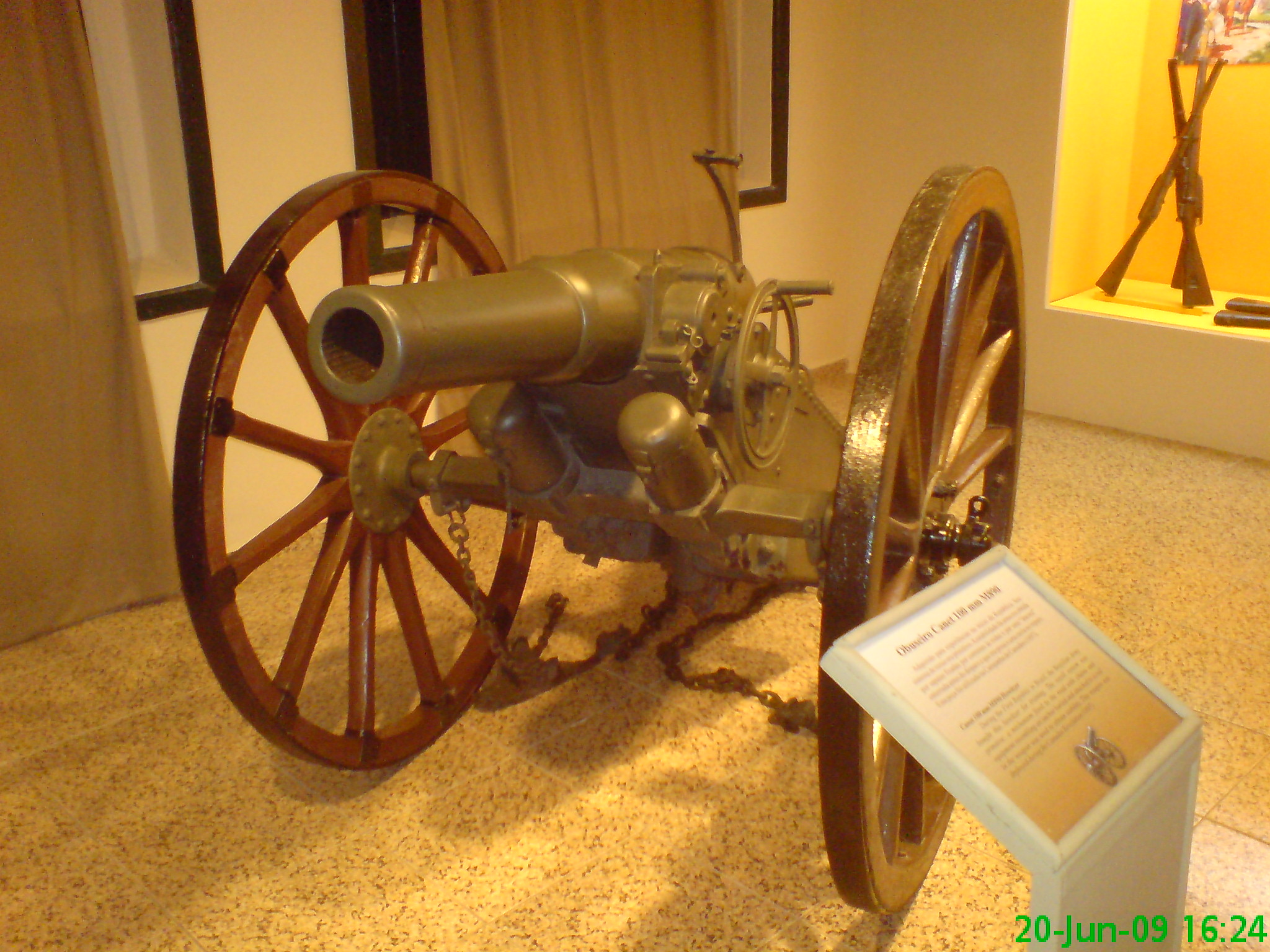
Одна уціліла гармата моделі Canet M890 (100 мм), яку використовувала бразильська армія для придушення повстання у Канудосі 1897 року

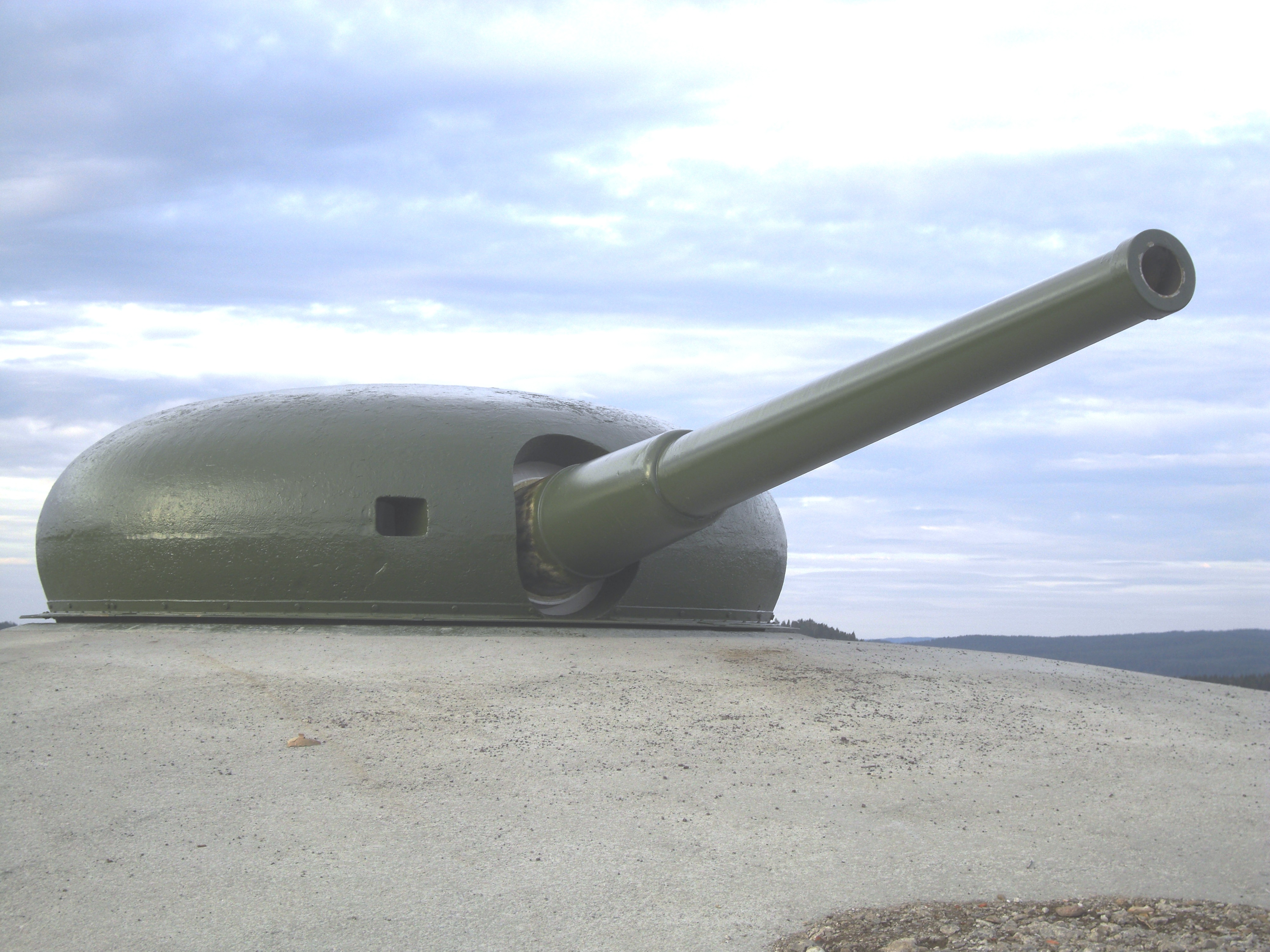
Schneider-Canet L40 M / 1902 12-сантиметрова гармата у форті Høytorp, Норвегія

Кане також відомий розробкою артилерійських систем системи Schneider-Canet, зокрема  75 міліметрової залізної гірської гармати BL  і швидкострільних 120  і 152 міліметрових гармат.

## Зовнішні посилання
- Гармата Canet [Архівовано 16 жовтня 2016 у Wayback Machine.]